# Prova di penna di Würzburg
La prova di penna di Würzburg è la più antica testimonianza conosciuta della lingua romancia.

## La postilla
Un manoscritto del trattato di Cicerone De officiis, oggi all'Universitätsbibliothek di Würzburg, in uno spazio bianco contiene alcune postille del X-XI secolo, tra cui una in romancio, che costituisce la prima testimonianza in assoluto di tale lingua. Di seguito il testo:
La postilla, che è una prova di penna, rimane enigmatica, ma di solito viene interpretata col significato di "Diderros non ha voglia di far niente", considerando il detto grigionese haver mustgas de far enzatgei ("aver voglia di far qualcosa").
Notevole il plurale muscha privo di <s> finale.